# Khalij Fars
Khalij Fars (موشک خلیج فارس) là loại tên lửa đạn đạo chống hạm do Tổ chức Công nghiệp Hàng không Iran phát triển dựa trên tên lửa Fateh-110. Loại tên lửa này đã được công bố trong tháng 2 năm 2011 khi chỉ huy của Quân đoàn Vệ binh Cách mạng Hồi giáo, Thiếu tướng Mohammad Ali Jafari thông báo rằng nó đang được sản xuất hàng loạt sau khi đã được thử nghiệm hoàn tất. Loại tên lửa này có thể dùng vào việc phong tỏa Vịnh Ba Tư cũng như chống lại các loại tàu chiến.

## Thiết kế
Khalij Fars sử dụng một tầng nhiên liệu rắn để đẩy tên lửa lên cao với tốc độ 3 mach có khả năng mang đầu đạn 650 kg thuốc nổ mạnh hay bom chùm. Chúng được phóng đi như một tên lửa đạn đạo chứ không phải tên lửa hành trình như nhiều loại tên lửa vượt âm, đầu đạn có gắn thiết bị quang điện tử sẽ tìm mục tiêu và lao xuống từ phía trên. Hệ thống dẫn đường đường quán tính cũng được trang bị để tăng độ chính xác cũng như tích hợp một hệ thống để tránh bị đánh chặn.